# Стрельба в Гран-Басаме
Стрельба в Гран-Басаме произошла 13 марта 2016 года, когда трое террористов открыли огонь на пляже курорта в Гран-Бассаме, Кот-д’Ивуара, погибли 19 человек и ещё были ранены 33 человека.

## Атака
Трое вооружённых налётчиков напали на отель Étoile du Sud, в котором, по данным Франс Пресс, жили многочисленные туристы. По сообщению чиновников, 15 гражданских лиц (позднее возросло до 16) и 3 спецназовца погибли.
Нападавшие были описаны как африканцы, вооружённые автоматами Калашникова с гранатомётами на ремне и в повседневной одежде в балаклавах. Началась перестрелка между нападавшими и силами полиции. Местные жители и туристы были эвакуированы военнослужащими из близлежащих отелей, которые были временно оцеплены и закрыты.
Associated Press, цитируя Ивуарийских правительственных чиновников, говорят, что силы безопасности убили шестерых вооружённых мужчин. Якобы террористы кричали «Аллах Акбар».
Аль-Каида в странах исламского Магриба и Аль-Мурабитун взяли на себя ответственность за нападение. на 17 марта, Аль-Каида обнародовала имена нападавших (их было трое): Хамза Аль-Фулани и Абу Адам Аль-Ансари, а из Аль-Мурабитун: Абдеррахман Аль-Фулани.

## Последствия
Расследование выявило ряд недостатков в работе местных сил безопасности. В частности офицеры жаловались на недостаток технического оснащения даже в антитеррористических подразделениях, что привело к потерям в бою с террористами. Также были осуждены двое военных за связи с террористами. Следствие также выявило связь данного нападения с терактом в Буркино-Фасо, кроме того террористическая ячейка данной сети была также обнаружена в Мали, где французскими спецслужбами был задержан один из организаторов нападения.
В память жертв мэрия города постановила установить памятник. Также проводятся мемориальные велогонки, участники которых таким образом хотят показать, что не боятся террористов.

## Жертвы
| Страна             | Количество | Ист.   |
| ------------------ | ---------- | ------ |
| Кот-д’Ивуар        | 10         | [ 21 ] |
| Франция            | 4          |        |
| Ливан              | 2          | [ 22 ] |
| Мали               | 1          | [ 23 ] |
| Нигерия            | 1          |        |
| Германия           | 1          |        |
| Северная Македония | 1          | [ 24 ] |
| Всего              | 19         |        |